# Șurile
Șurile este un film românesc din 1982 regizat de Titus Mesaros.